# League City
League City – miasto w Stanach Zjednoczonych, w stanie Teksas, w hrabstwie Galveston, leżące na przedmieściach Houston.

## Demografia
Według przeprowadzonego przez United States Census Bureau spisu powszechnego w 2010 miasto liczyło 83 560 mieszkańców, co oznacza wzrost o 83,9% w porównaniu do roku 2000. Natomiast skład etniczny w mieście wyglądał następująco: Biali 79,5%, Afroamerykanie 7,1%, Azjaci 5,4%, pozostali 8,0%. Kobiety stanowiły 50,9% populacji.